# Johannes Rietstap
Johannes Baptista Rietstap (Róterdam, 12 de mayo de 1828 - La Haya, 24 de diciembre de 1891) fue un taquígrafo, traductor, heraldista y genealogista holandés. Es conocido por su obra Armorial Général, en francés, donde reunió los escudos de armas de más de 130.000 familias europeas. Sigue siendo una de las obras más completas en su género.

## Biografía
Hijo de Willem Hendrik Rietstap, contable y agente de seguros, y de Elizabeth Hermina Remmert, comenzó su carrera en una librería y pronto consiguió trabajo en el periódico Nieuwe Rotterdamsche Courant, trabajando en edición y corrección. Allí comenzó a desarrollar un fuerte interés por la historia y la heráldica, mientras estudiaba varios idiomas. Fue un políglota que se manejaba en neerlandés, francés, alemán e inglés.
En 1850 aceptó una invitación para trabajar en el equipo de taquígrafos del Parlamento de los Países Bajos, y dos años más tarde fue contratado de forma permanente. Su carrera oficial transcurrió sin incidentes y se interesó más por sus estudios privados, aunque más tarde ascendió al puesto de Primer Taquígrafo. 
Hasta la década de 1870 tradujo numerosos relatos de viajes y literatura filosófica, histórica y romántica, y como traductor colaboró con la revista De Tijdstroom. Maandschrift gewijd aan Letteren, Wetenschap en Kunst, que editó durante dos años.
Mientras tanto, en 1856 apareció su primer manual de heráldica, Handboek der Wapenkunde, que supuso una importante contribución a este campo en los Países Bajos. 
En 1861 publicó la primera edición de la obra, escrita en francés, que le daría fama internacional, Armorial général, recopilando la descripción de  los armoriales de familia notables y patricias de Europe, precedido de un diccionario de términos de blasonamiento, un amplio compendio que contiene una descripción de los escudos de armas de alrededor de 46.000 familias nobles y patricias de toda Europa, complementado con un diccionario.
En 1871 lanzó una revista, Heraldieke Bibliotheek, que continuaría editando hasta 1882. Al mismo tiempo apareció el Wapenboek der Nederlandschen Adel, sobre heráldica noble holandesa, ampliado con la obra De Wapens van den Tegenwoordigen en den Vroegeren Nederlandschen Adel met Genealogische en Heraldische Aanteekeningen, publicada entre 1880 y 1887. 
Al mismo tiempo, estaba refinando y ampliando significativamente el Armorial général sacando una segunda edición, en dos volúmenes, entre 1884 y 1887. Según Rob van Drie, Rietstap puede ser considerado el fundador de la heráldica moderna en los Países Bajos, estableciendo una base teórica actualizada y sobre todo creando un cuerpo conceptual y una terminología adecuada a las tradiciones locales, además de haber contribuido significativamente a la evolución de esta ciencia a nivel continental.
Entre 1903 y 1926, Victor Rolland y su hijo Henri publicaron una edición ilustrada del Armorial général en seis volúmenes, y entre 1904 y 1954 una versión ampliada en siete volúmenes.